# ТЕС Коніамбо
21°0′37″ пд. ш. 164°41′2″ сх. д. / 21.01028° пд. ш. 164.68389° сх. д.
ТЕС Коніамбо — теплова електростанція на меланезійському острові Нова Каледонія (заморська територія Франції).
Станцію ввели в дію у 2012 році в межах проєкту розробки гігантського нікелевого родовища Коніамбо, що також включає в себе металургійний завод Коніамбо.
Основне обладнання ТЕС складається з:
- двох парових котлів від індійської компанії BHEL, які споживають вугілля та живлять дві парові трубіни виробництва Siemens потужністю по 135 МВт;
- двох газових турбін від Rolls-Royce потужністю по 46 МВт.
Крім того, є два резервні дизель-генератори потужністю по 3,5 МВт.
Гарячі відхідні гази з електростанції використовуються на металургійному заводі для сушки руди.
Для видалення продуктів згоряння призначений димар заввишки 135 метрів.
Видача продукції відбувається під напругою 33 кВ та 63 кВ.